# Marcel Poncet
Pour les articles homonymes, voir Poncet.
 (juin 2025).
Marcel Poncet né le 29 janvier 1894 à Genève et mort le 18 juin 1953 à Lausanne est un peintre, mosaïste et verrier suisse.

## Biographie
Après des études au Collège de Genève, puis à l'école professionnelle, Marcel Poncet entre en 1910 à l'École supérieure des beaux-arts de Genève où il est élève d'Eugène Gilliard et de Ferdinand Hodler. Il se lie alors d'amitié avec le sculpteur Casimir Reymond. En 1913, Marcel Poncet obtient le prix Lissignol avec un vitrail intitulé Les Vendanges de Bonn. Il complète sa formation de verrier dans l'atelier Krachten à Carouge. Il adhère à la section genevoise de la Société des peintres, sculpteurs et architectes suisses et obtient ses premières commandes. 
Marcel Poncet est l'un des cofondateurs de la Société d'art religieux de Saint-Luc et Saint-Maurice, dévouée à la défense du renouveau de l'art sacré en Suisse romande. En 1918, Marcel Poncet gagne le concours lancé en vue de la réalisation de tous les vitraux de la cathédrale de Lausanne. Il y signe Les quatre Évangélistes (1922) et La Crucifixion  (1927). En 1924, après un séjour parisien difficile, Marcel Poncet installe son atelier à Vich, dans la campagne vaudoise. Il conçoit et exécute, grâce à son four, ses propres vitraux — coupe de verres, sertissage des plombs, montage provisoire, pose de la grisaille. Dès 1925, il renoue avec la peinture et le dessin. 
Lauréat de la bourse fédérale des beaux-arts en 1933, Marcel Poncet reçoit une même distinction de la part de la fondation Pro Arte en 1944. Il expose souvent à Lausanne à la galerie Vallotton dès 1934. Marcel Poncet est nommé professeur d'académie et de peinture à l'École cantonale d'art de Lausanne en 1945 ou il comptera notamment Denise Mennet parmi ses élèves.
Il est le mari de l'écrivaine et poétesse Anne-Marie Poncet-Denis (1901-1994) et le père du sculpteur Antoine Poncet (1928-2022).
Protagoniste du renouveau de l'art sacré en Suisse romande, le musée cantonal des beaux-arts de Lausanne lui consacre une grande rétrospective en 1955.

Œuvres de Marcel Poncet
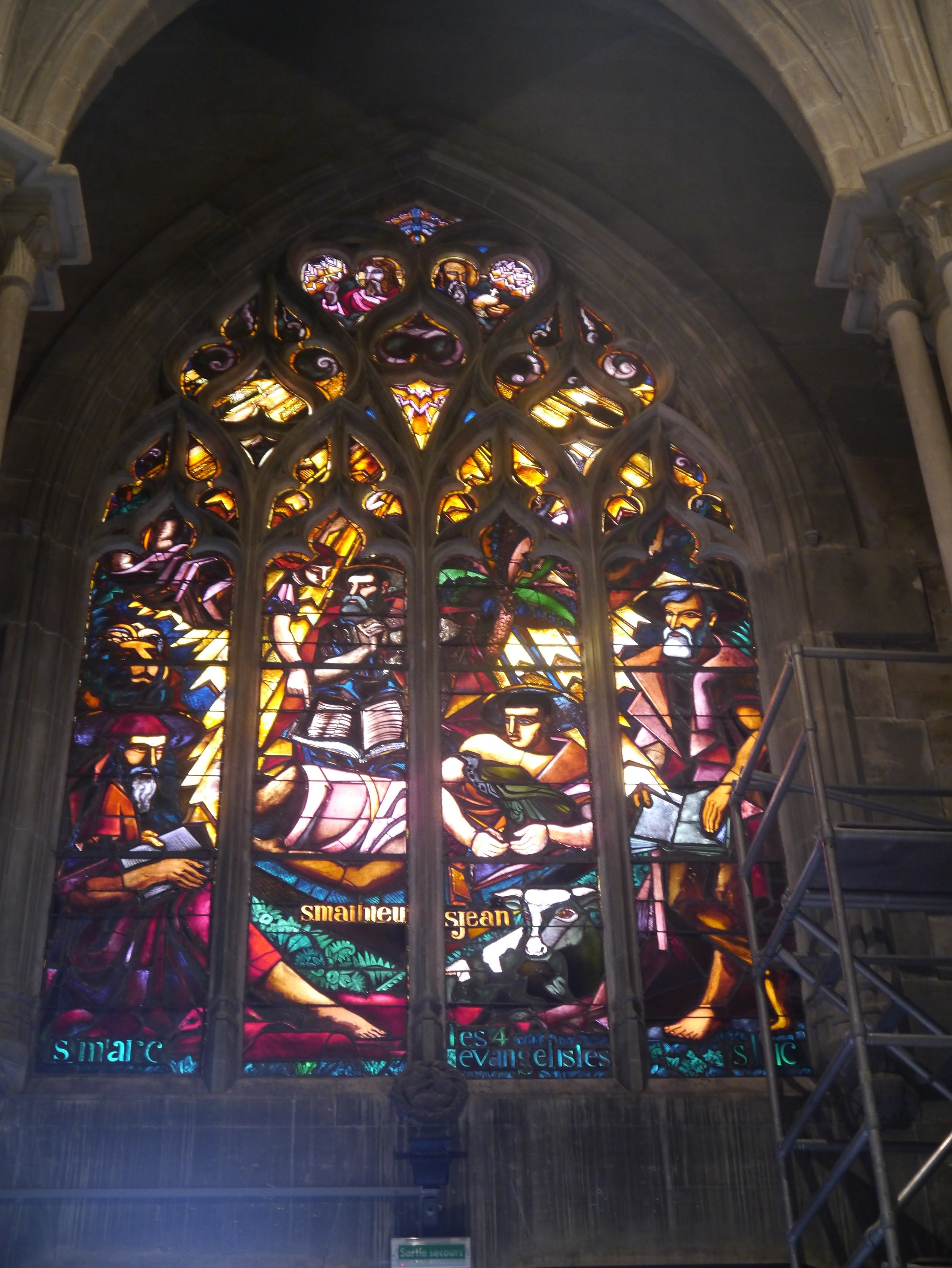
Les quatre Évangélistes, 1922, vitrail du narthex de la cathédrale Notre-Dame de Sion à Lausanne.
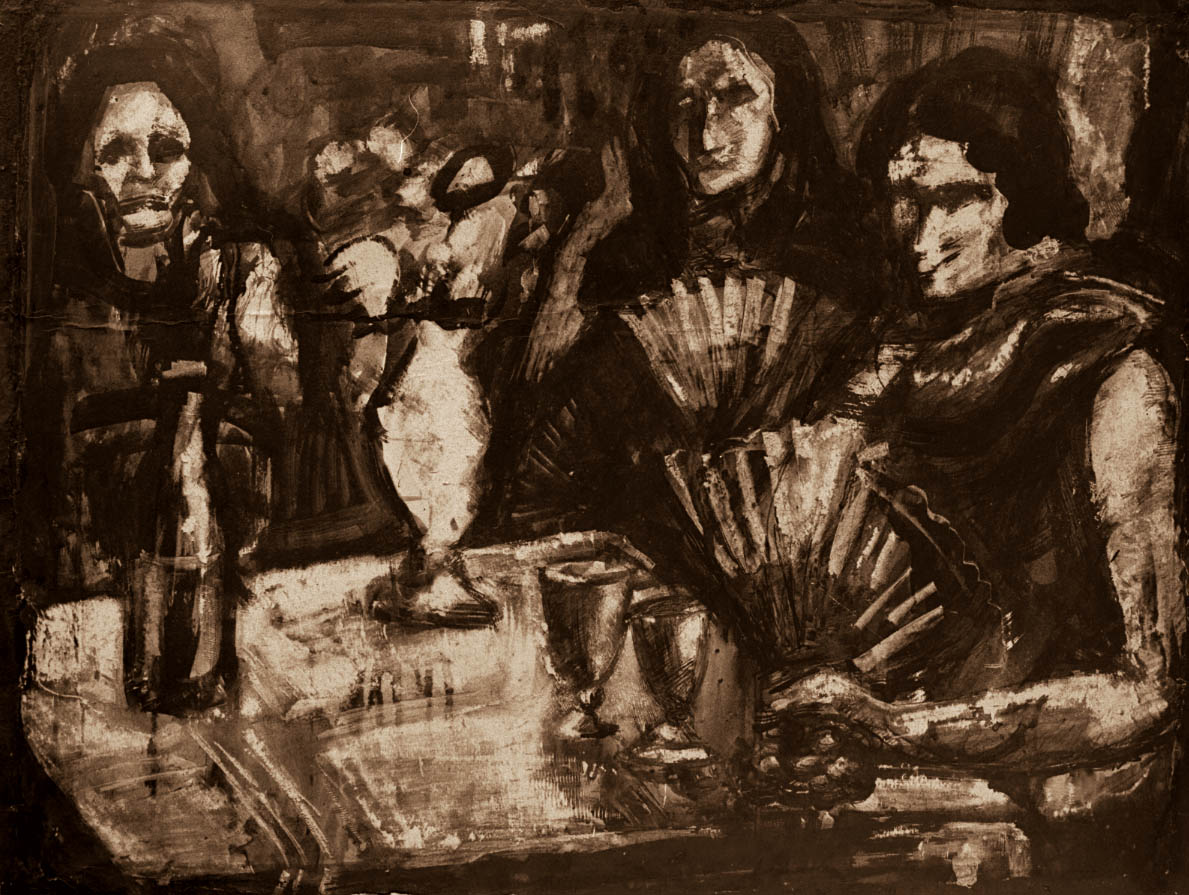
Trois femmes, 1932, sépia sur papier, localisation inconnue, œuvre non référencée.
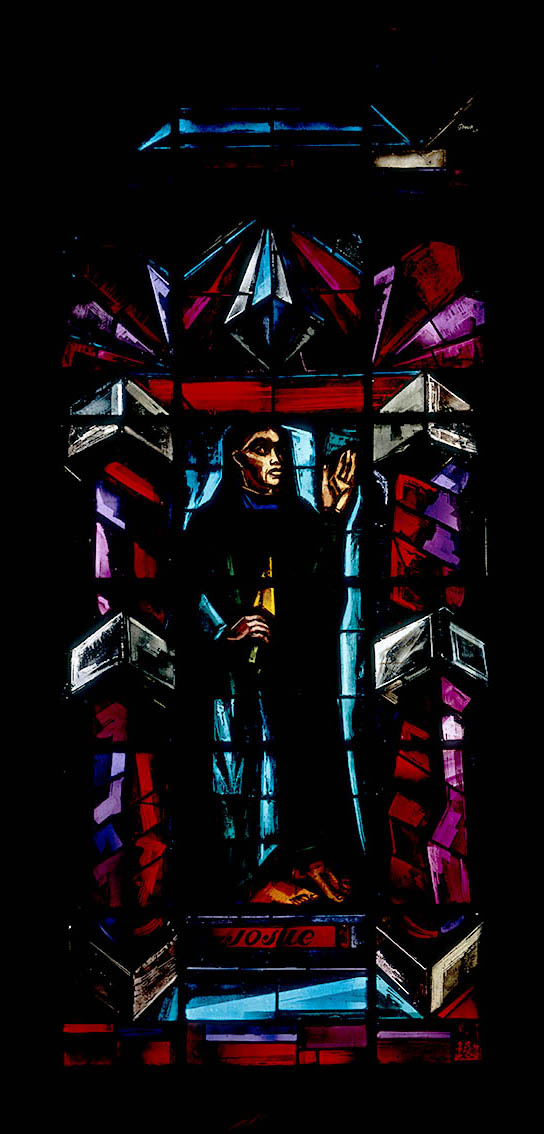
Josué, 1942-1947, vitrail, Saint-Maurice, église Saint-Sigismond.
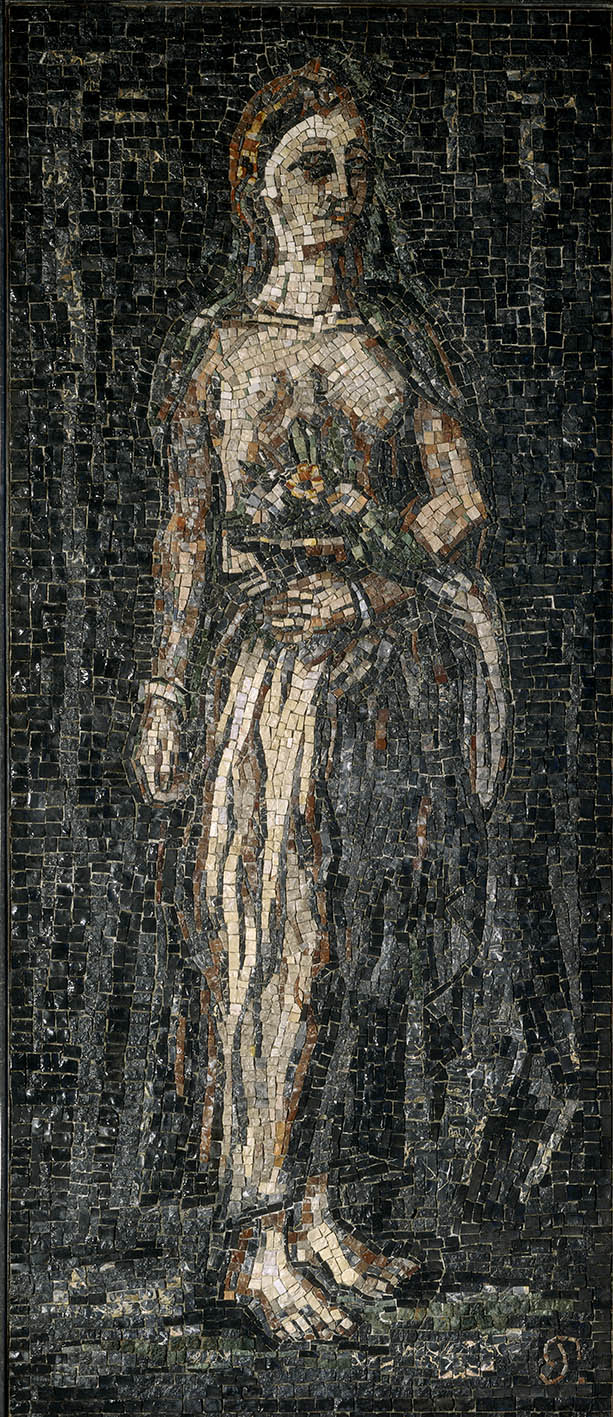
Flore, 1943, mosaïque, jardins botaniques de Lausanne.
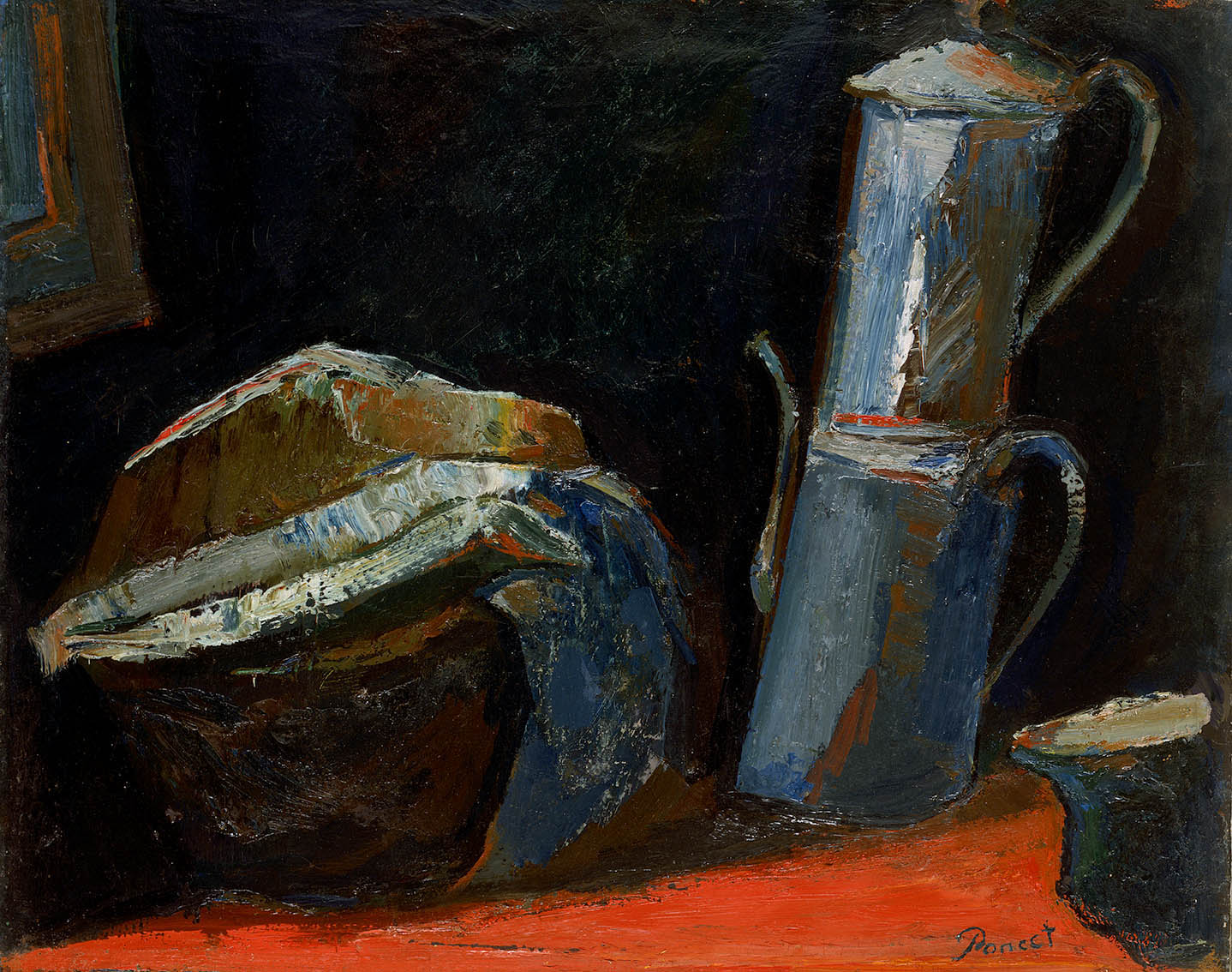
La Grande Cafetière, vers 1948, huile sur toile, Musée cantonal des beaux-arts de Lausanne.